# Эстрада, Андрес
Андрес Эстрада Мурильо (исп. Andrés Estrada Murillo; род. 12 ноября 1967, Кали) — колумбийский футболист, выступавший на позиции полузащитника.

## Клубная карьера
Во взрослом футболе Андрес Эстрада дебютировал в 1987 году в составе клуба «Депортиво Кали», в котором провёл большую часть своей карьеры, периодически покидая и возвращаясь в команду. В составе «Депортиво» Эстрада стал чемпионом Колумбии в 1996 году. Кроме того, Эстрада играл за колумбийские клубы «Онсе Кальдас», «Индепендьенте Медельин», «Атлетико Насьональ», «Атлетико Букараманга» и американский «Раф Райдерс», в котором и завершил свою карьеру футболиста в 2005 году. В составе «Атлетико Насьоналя» Эстрада также становился чемпионом Колумбии, в 1999 году.

## Международная карьера
Андрес Эстрада попал в состав сборной Колумбии на Чемпионате мира 1998 года. Однако из 3-х матчей Колумбии на этом турнире Эстрада не появился на поле ни в одном из них.

## Достижения

### Клубные
Депортиво Кали
- Чемпион Колумбии (1): 1995/96

Атлетико Насьональ
- Чемпион Колумбии (1): 1999